# Cleome parvipetala
Cleome parvipetala är en paradisblomsterväxtart som beskrevs av R. A. Grah.. Cleome parvipetala ingår i släktet paradisblomstersläktet, och familjen paradisblomsterväxter. Inga underarter finns listade i Catalogue of Life.